# エリック・マスグローヴ
エリック・マスグローヴ（Eric Musgrove、1951年8月17日 - ）は競馬の調教師。オーストラリア国籍。

## 来歴
1980年まで馬術の障害飛越競技の選手として活躍し、その後調教師に転向した。
2002年にオーストラリア競馬史上初めて調教師として障害競走400勝を達成した。
2005年、管理馬のカラジとともに日本へ遠征し、中央競馬初出走となった3月26日のペガサスジャンプステークスでは3着となり、4月16日の中山グランドジャンプでは優勝し、中央競馬初勝利をJ・GIで成し遂げた。カラジはその後中山グランドジャンプ3連覇を達成した。

## おもな管理馬
- カラジ（中山グランドジャンプ3連覇など）